# Губоч
Губоч — річка в Україні, у Рівненському й Шепетівському районах Рівненської й Хмельницької областей. Ліва притока Корчика, (басейн Прип'яті).

## Опис
Довжина річки приблизно 10,93 км, найкоротша відстань між витоком і гирлом — 8,20  км, коефіцієнт звивистості річки — 1,34 . Формується багатьма безіменними струмками та загатами. Частково каналізована.

## Розташування
Бере початок на північно-східній околиці села Новини та на південно-східній околиці присілка Користь. Тече переважно на південний схід через Користь, Бриків, Богданівку і у селі Піддубці впадає у річку Корчик, ліву притоку Случі.
Населені пункти вздовж берегової смуги: Черниця, Забара.

## Цікаві факти
- На сайті «Історична Волинь» (https://web.archive.org/web/20171112185533/http://istvolyn.info/index.php?option=com_content&view=article&id=4947:2014-09-30-11-19-28&catid=58:2013-12-24-09-57-13&Itemid=17) про річку зазначено:

| В долині річки Губоч помітні поклади торфу, однак промислового виробництва вони не мають. |
- У селі Користь річку перетинає автошлях E40.